# U-Bahnhof Billstedt
Der U-Bahnhof Billstedt ist ein größerer U-Bahnhof mit Busbahnhof im östlichen Hamburger Stadtteil Billstedt (Bezirk Hamburg-Mitte) der U-Bahn-Linie U2 und der U-Bahn-Linie U4, die hier endet. Das Kürzel der Station bei der Betreiber-Gesellschaft Hamburger Hochbahn lautet „BI“. Der U-Bahnhof hat täglich 36.735 Ein- und Aussteiger (Mo–Fr, 2019).

## Geschichte

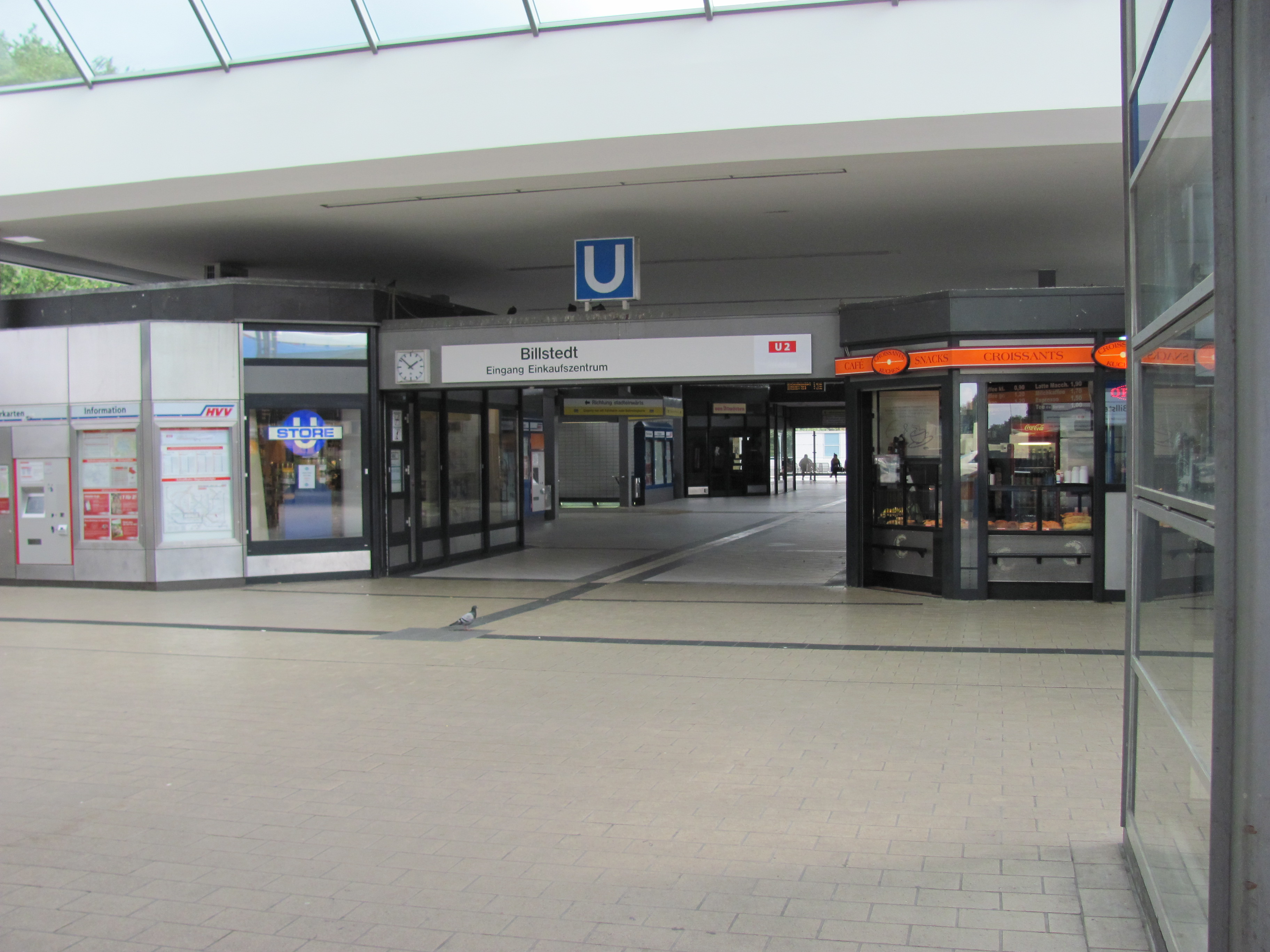
Eingangsbereich in der Mitte des Busbahnhofs (2011)

Die Eröffnung der Station, die als „Billstedter Platz“, der damalige Name des nahe gelegenen Einkaufszentrums, geplant war, erfolgte am 28. September 1969. Für ein halbes Jahr war die Haltestelle Endpunkt der bis hier verlängerten Linie U3, bis zur Eröffnung der Station Merkenstraße am 31. Mai 1970. Seit einem Linienasttausch 2009 verkehrt auf diesem Streckenast die Linie U2. Die U4, die am 29. November 2012 eröffnet wurde, endet hier.
Von 2007 bis 2011 wurde der Busbahnhof umfassend saniert und in diesem Zuge auch die U-Bahn-Haltestelle renoviert. Insgesamt kosteten die Maßnahmen etwa 5,5 Millionen Euro. Die Station ist barrierefrei zu erreichen. Es sind 92 „Bike-and-Ride“-Parkplätze vorhanden.

## Aufbau und Betrieb

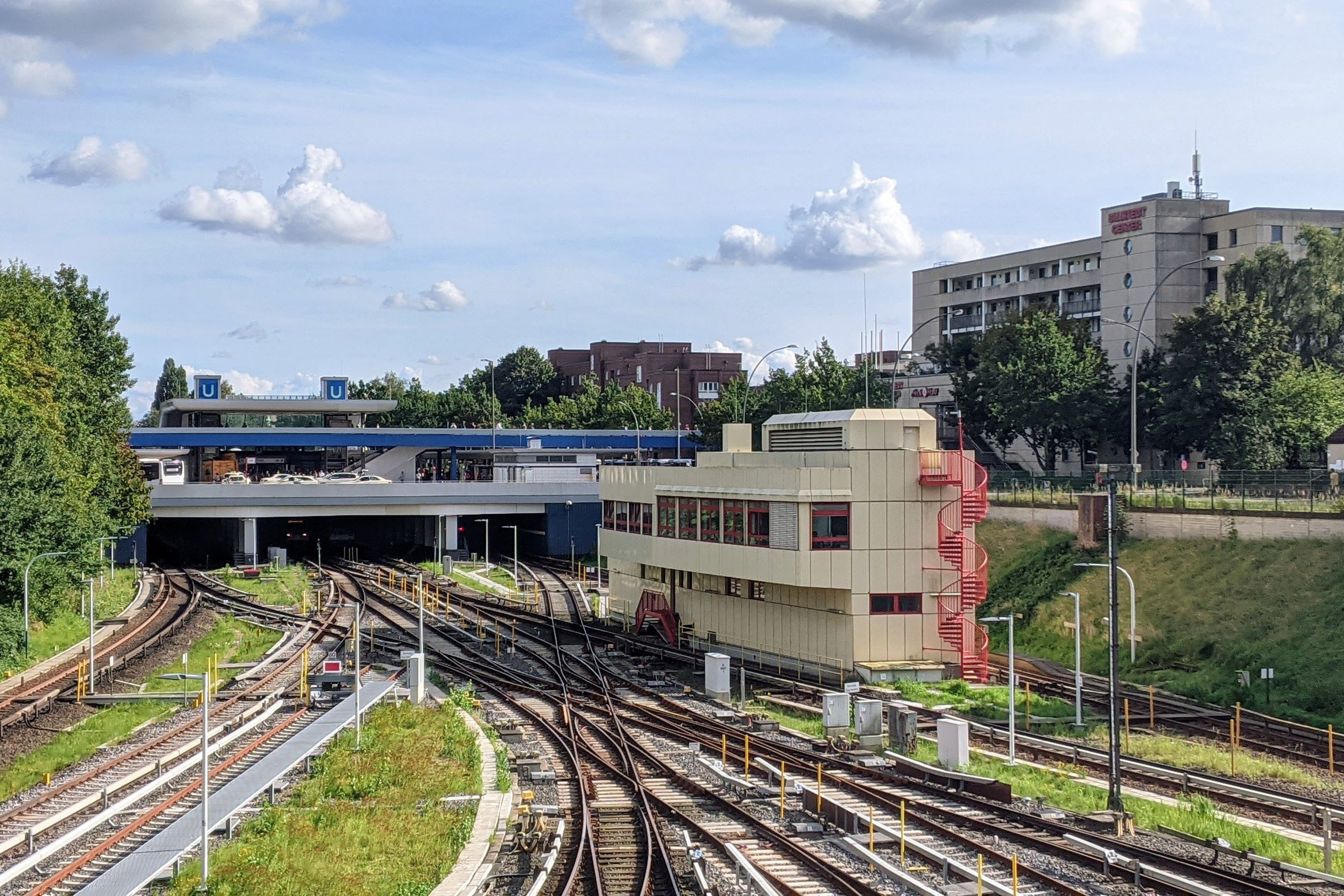
Lage des Bahnhofs über dem Einschnitt, rechts das Einkaufszentrum „Billstedt Center“

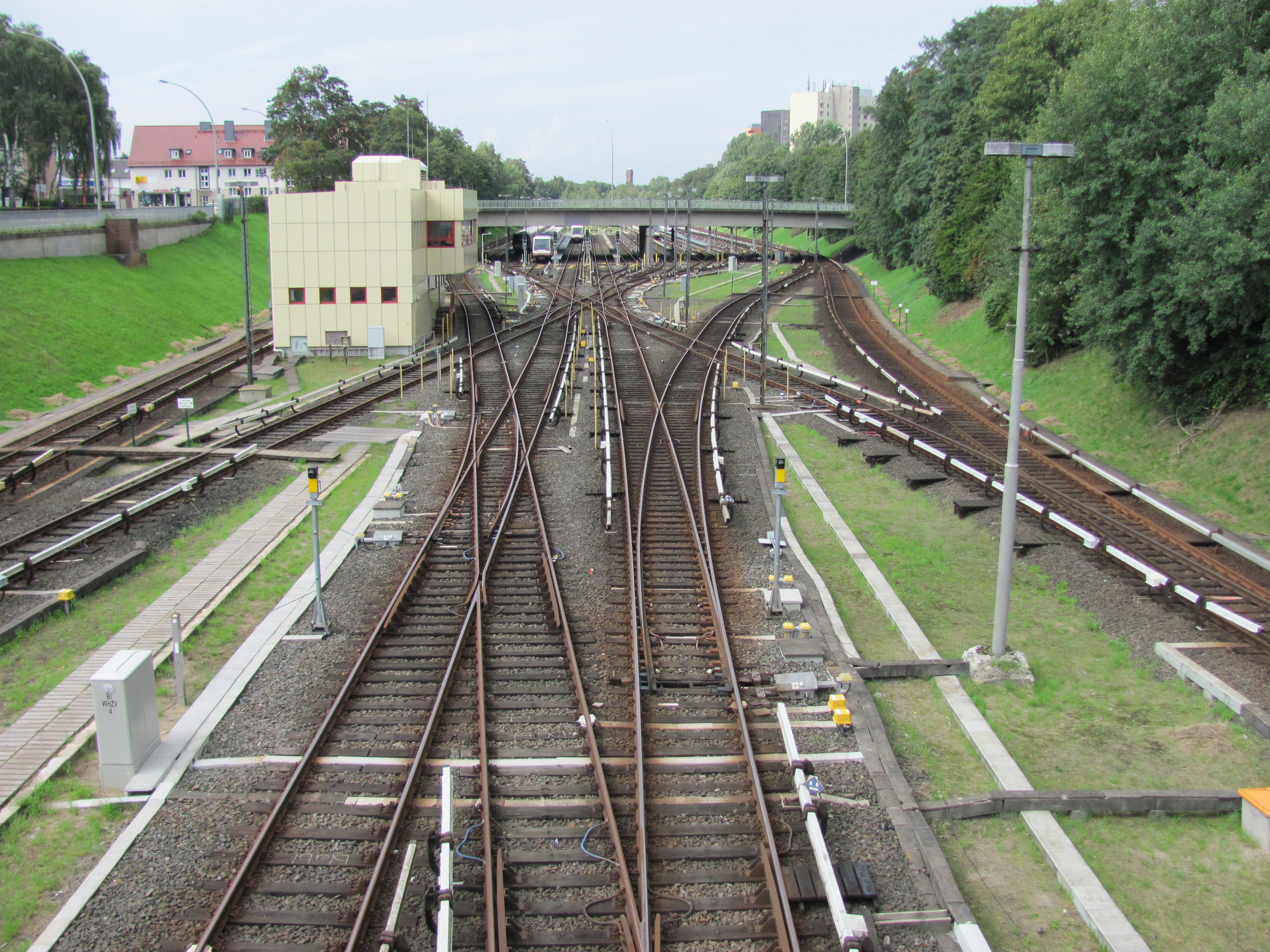
Abstellanlage und Streckenzentrale westlich der Bahnsteige

Der U-Bahnhof liegt in einem Einschnitt und ist brückenähnlich mit dem Busbahnhof überbaut, an dem viele Stadtbus- und Metrobuslinien die umliegenden Stadtteile mit der Schnellbahn verknüpfen. Der Bahnhof mit zwei Mittelbahnsteigen in Tiefebene ist mit vier Bahnsteiggleisen ausgestattet. Auf beiden Seiten des Bahnhofs ist je eine große Kehrgleisanlage gelegen. Die westliche Anlage sollte ursprünglich mit einer Betriebswerkstatt ergänzt werden, diese wurde aber erst von 2017 bis 2020 fertiggestellt. Bis zum Baubeginn deutete nur die Breite des Einschnitts bis zum U-Bahnhof Legienstraße darauf hin.
Die beiden mittleren Bahnsteiggleise dienen dem Ein- und Aussetzen von Verstärkerzügen. Ursprüngliche Planungen sahen Billstedt als Verzweigungsbahnhof mit einem durch die vier Bahnsteiggleise ermöglichten Einfädelbetrieb vor, wobei die eine Strecke hinter Merkenstraße nach Oststeinbek und Glinde weitergeführt werden sollte. Eine zweite, nicht gebaute, Strecke sollte über Kirchsteinbek nach Mümmelmannsberg führen. Dies wurde verworfen, da Mümmelmannsberg schließlich auf dem Weg über Merkenstraße angeschlossen wurde.